# Vadim Martintxik
Vadim Martintxik   (Lviv, 1934) és un nedador ucraïnès ja retirat, especialista en papallona, que va competir sota bandera de la Unió Soviètica durant la dècada de 1950.
En el seu palmarès destaca una medalla de bronze en els 200 metres papallona al Campionat d'Europa de natació de 1950 Durant la seva carrera esportiva va establir cinc rècords nacionals dels 200 metres papallona. Posteriorment fou un destacat dirigent esportiu a la província de Lviv.